# 심상우 묘
심상우 묘는 대한민국 경기도 연천군 미산면 유촌리에 있다. 2014년 12월 9일 연천군의 향토문화재 제24호로 지정되었다.

## 개요
심상우 의병장은 13도 연합 의병부대 군사장 허위 부대의 3분견대장을 맡아 휘하의 의병과 함께 일본에 맞서 치열한 전투에 참여하였다.